# Кіббелвен
Кіббелвен (нід. Kibbelveen) — селище в нідерландській провінції Дренте. Входить до муніципалітету Куворден.
Його площа становить 2,69 км², а населення станом на 2021 рік складало 35 осіб.
Перша згадка про населений пункт датується 1975 роком.